# Dionycha (Spinnen)
Die Einteilung der Lebewesen in Systematiken ist kontinuierlicher Gegenstand der Forschung. So existieren neben- und nacheinander verschiedene systematische Klassifikationen. 
Das hier behandelte Taxon ist durch neue Forschungen obsolet geworden oder ist aus anderen Gründen nicht Teil der in der deutschsprachigen Wikipedia dargestellten Systematik.

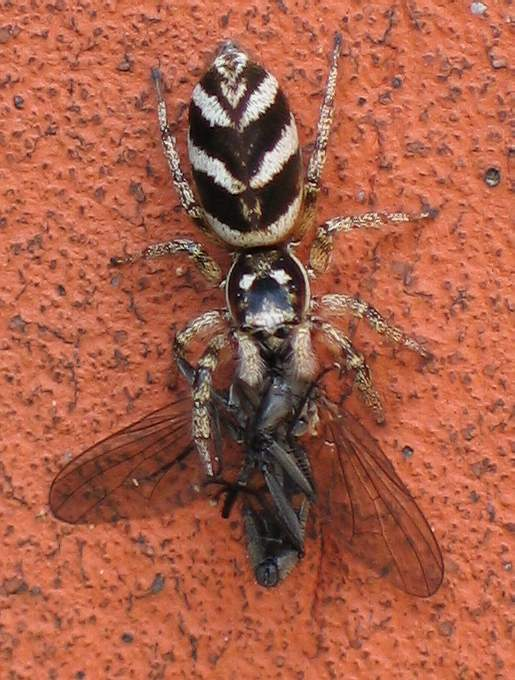
Mauer-Zebraspringspinne (Salticus scenicus) mit Beute

Dionycha bilden eine Gruppe der Echten Webspinnen (Araneomorphae: Entelegynae), die an ihren Fußendgliedern (Tarsen) zwei Klauen tragen.
Zu den rund 10.000 Arten der Dionycha werden die artenreichste Familie der Springspinnen (Salticidae), die Überfamilie der Gnaphosoidea, die Krabbenspinnen (Thomisidae), die Sackspinnen (Clubionidae) zugeordnet, insgesamt 17 Familien. Angehörige der Dionycha weisen höher entwickelte Sinnesorgane auf als andere Spinnentiere, vor allem weisen sie einen gut entwickelten Sehsinn auf, und überraschen sogar mit Balztänzen oder Balzgesängen.
Vermutlich haben sich die Dionycha aus den netzbauenden Trionycha entwickelt, vielleicht handelt es sich bei ihnen um eine paraphyletische Gruppe – die Verwandtschaftsbeziehungen sind noch ungeklärt. Im Gegensatz zu Trionycha besitzen Dionycha nur zwei statt drei Tarsalklauen und werden daher auch als Zwei-Klauen-Spinnen oder moderne Laufspinnen bezeichnet, da viele von ihnen keine Fangnetze weben. Dieser kleine Unterschied ist für sehr unterschiedliche Lebensweisen ausschlaggebend und damit auch für die Entwicklung der Webspinnen (Aranea). 
Die bei den Drei-Klauen-Spinnen für das sichere Ergreifen und Führen des Seidenfadens verantwortliche beborstete Mittelklaue fehlt bei den Dionycha. An deren Stelle treten dichte Büschel aus Scopulahaaren, die starke Adhäsionskräfte erzeugen und manche Arten zu ausgesprochenen Kletterern, Sprintern und Springern machen. Die Beute wird nicht durch klebrige Netze gefangen und eingesponnen, sondern meist aktiv durch Auflauern und Anschleichen gejagt. Arten der Überfamilie Lycosoidea wie Wolfsspinnen und Luchsspinnen sind zwar Jagdspinnen, gehören aber zu den Trionycha. Die Fähigkeit, Seide zu produzieren, wird auf vielfältige andere Weise genutzt, zum Beispiel für Wohnhöhlen, Eikokons oder Sicherungsleinen (Springspinnen). 
Die Jagdstrategie erforderte eine Weiterentwicklung der Sinnesorgane, der Laufbeine und damit eine auffällige morphologische Umgestaltung. Vor allem die Springspinnen besitzen neben den für Spinnen typischen akustischen, taktilen und chemischen Sinnen einen guten Sehsinn und eine erstaunliche nervöse Leistung und Schnelligkeit. Damit verbunden ist auch eine differenziertere innerartliche Kommunikation, beispielsweise führen manche Arten Balztänze aus, kommunizieren stridulatorisch und manche Männchen weisen auffälligen Schmuck auf.
Zu den Dionycha zählen zum Beispiel:
- Rindensackspinnen (Corinnidae)
- Feldspinnen (Liocranidae)
- Gnaphosoidea (7 Familien)
- Sackspinnen (Clubionidae, über 2000 Arten)
- Zartspinnen (Anyphaenidae)
- Springspinnen (Salticidae, > 4000 Arten)
- Krabbenspinnen (Thomisidae, > 3000 Arten)
- Laufspinnen (Philodromidae)
- Riesenkrabbenspinnen (Sparassidae)
- Selenopidae

## Einzelbelege
1. 1 2  Rainer F. Foelix Biology of spiders. Oxford University Press, 2010, ISBN 978-0-19-973482-5
2. ↑  Wunderlich, Jörg: Zur Bestimmung der häufigsten fossilen Spinnen im Baltischen Bernstein. Schwarz auf Weiß (zum Thema Bernstein) 1997, S. 185–195.